# Porricondyla pallidina
Porricondyla pallidina är en tvåvingeart som beskrevs av Gagne 1989. Porricondyla pallidina ingår i släktet Porricondyla och familjen gallmyggor. Inga underarter finns listade i Catalogue of Life.